# Observatorio de Hong Kong

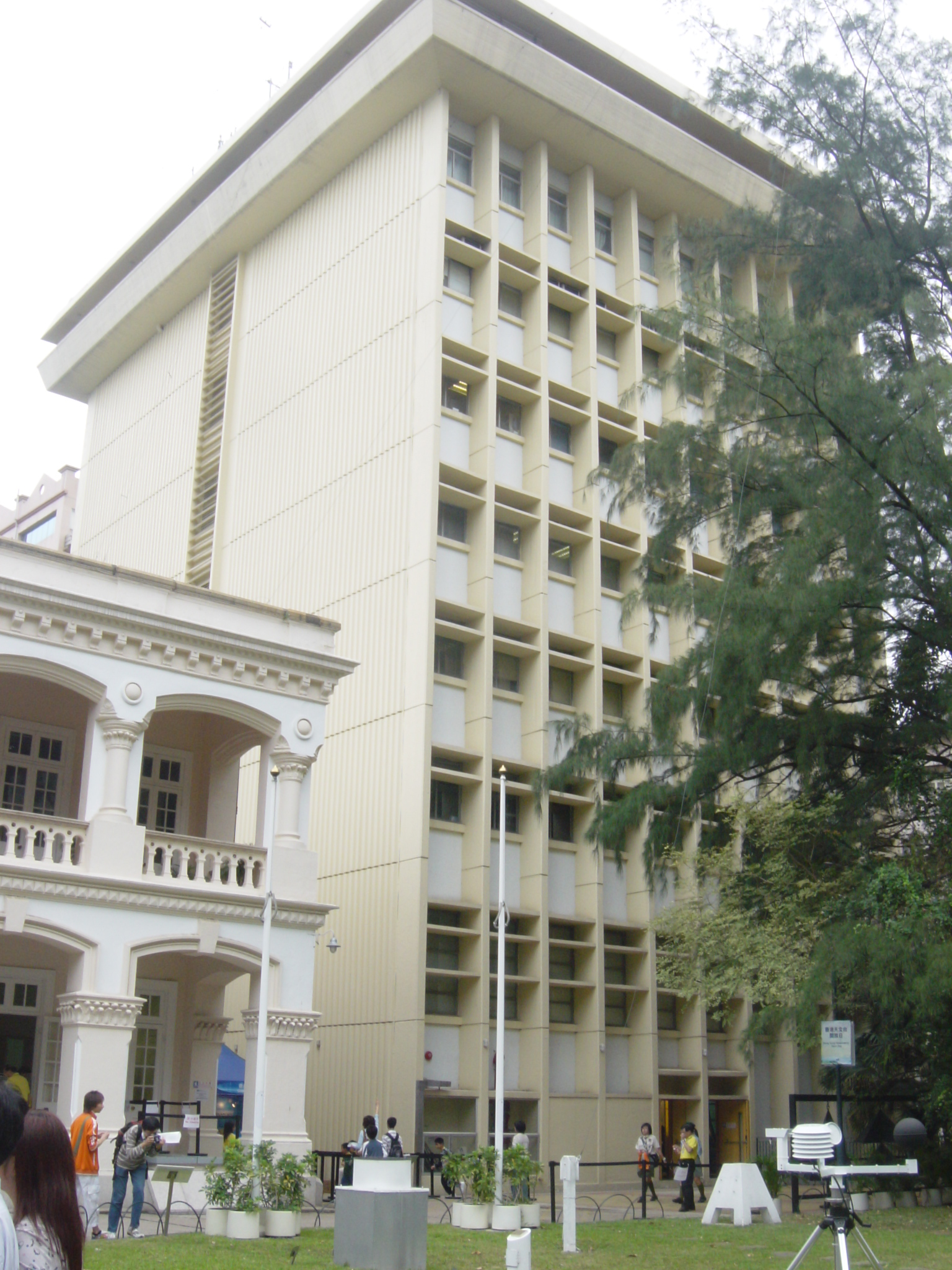
Sede del Observatorio de Hong Kong.

El Observatorio de Hong Kong (en chino, 香港天文台), conocido como el Real Observatorio de Hong Kong (en chino, 皇家香港天文台) hasta 1997, es un departamento del gobierno de Hong Kong. El Observatorio anuncia el tiempo y emite advertencias sobre los riesgos relacionados con el tiempo atmosférico. También controla y emite comunicados sobre niveles de radiación en Hong Kong y proporciona otros servicios meteorológicos y geofísicos para atender a las necesidades del público y la navegación, la aviación, la industria y la ingeniería.
El Observatorio se creó en el año 1883 por el noveno gobernador de Hong Kong George Bowen. Entre sus primeras actividades estuvieron las observaciones meteorológicas y magnéticas, un servicio de tiempo basado en observaciones astronómicas y un servicio de adverttencia de ciclones tropicales.
El observatorio de Hong Kong se construyó en Tsim Sha Tsui, península de Kowloon en 1883. La carretera del observatorio en Tsim Sha Tsui se llama así por este lugar relevante. El observatorio está hoy rodeado por rascacielos como resultado de la rápida urbanización. Sin embargo, no se traslada a otra sede. Como resultado de la emisión de gases de efecto invernadero, el reflejo de la luz del sol en los edificios y las superficies de las carreteras, así como la menguante vegetación, la sede padece el efecto isla de calor. Así que las temperaturas medias que registra el observatorio ha visto un gran incremento desde 1980 hasta 2005. 